# Carex diandra
Carex diandra là một loài thực vật có hoa trong họ Cói. Loài này được Schrank mô tả khoa học đầu tiên năm 1781.

## Hình ảnh

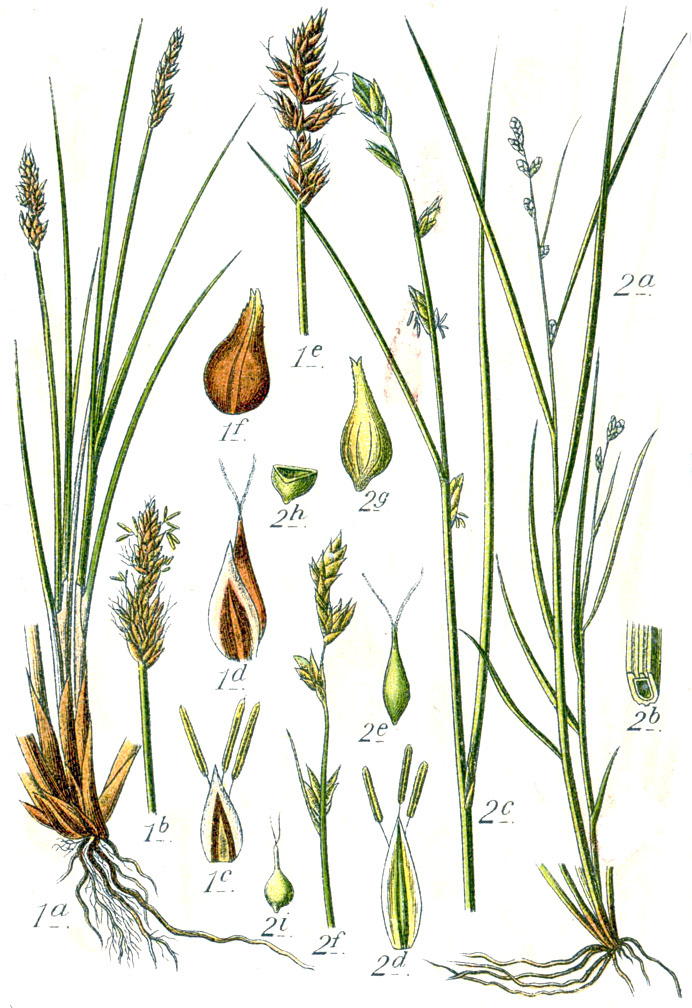
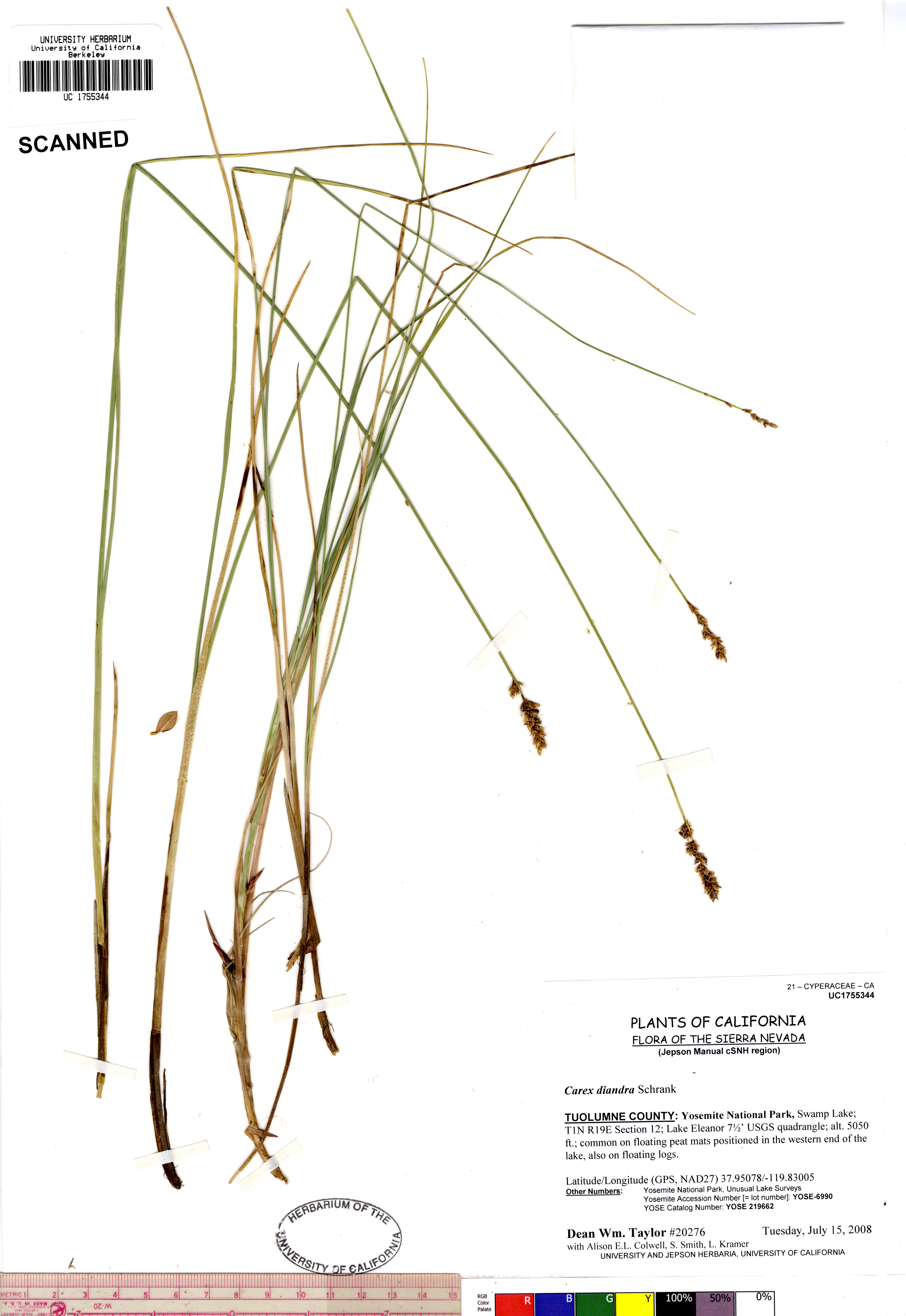
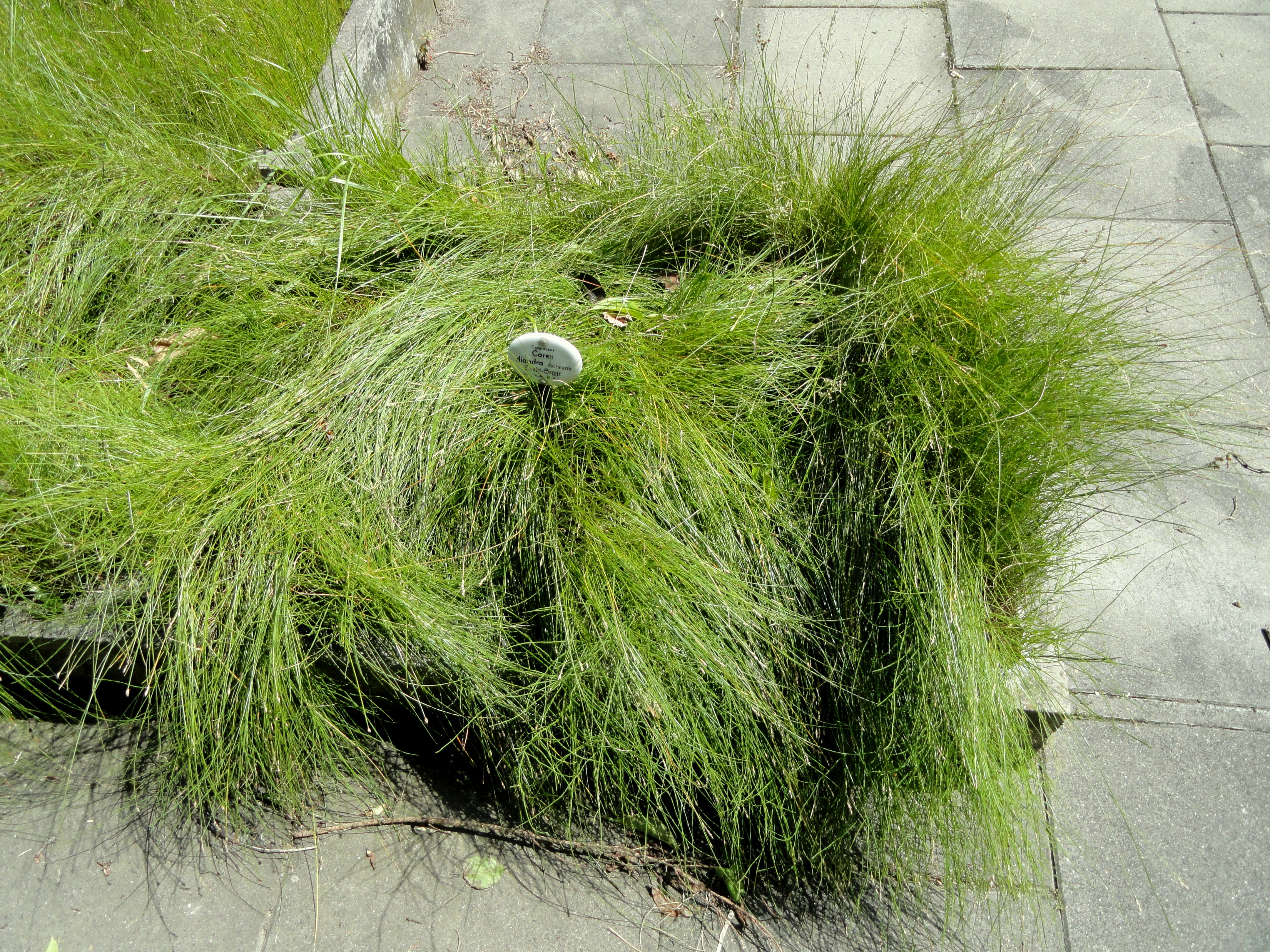
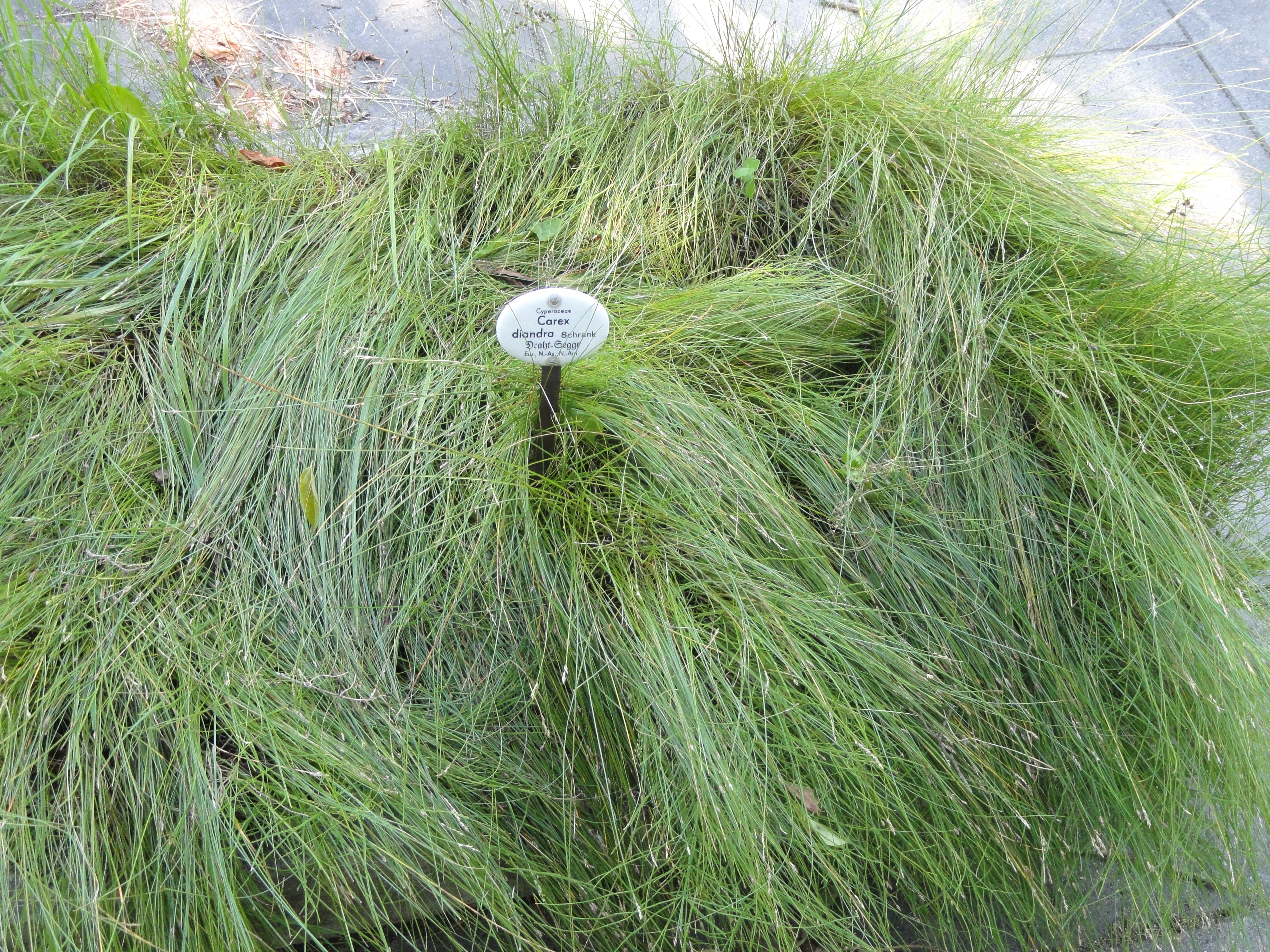